# أنطونيو ريوس
أنطونيو ريوس (بالإسبانية: Antonio Ríos Martínez)‏ (24 أكتوبر 1988 في المكسيك - ) هو لاعب كرة قدم مكسيكي في مركز الوسط. شارك مع منتخب المكسيك لكرة القدم. أما مع النوادي، فقد لعب مع نادي تولوكا وDeportivo Toluca F.C. Reserves and Academy ‏.

## مسيرته الكروية
لعب أنطونيو ريوس خلال مسيرته الاحترافية مع ناديين في ثلاثة عشر موسمًا وسجل خلالها 11 هدفًا ضمن 324 مباراة. ولم يفز بأي موسم بالكأس وفاز في موسمين بالدوري.
خاض أنطونيو ريوس مسيرته مع نادي تولوكا في موسم 2008–09 ليلعب معه اثنا عشر موسمًا، مشاركًا في 301 مباراة سجل خلالها 10 أهداف.

## وصلات خارجية
- أنطونيو ريوس على موقع قاعدة بيانات كرة القدم.إي يو (الإنجليزية)
- أنطونيو ريوس على موقع ناشيونال فوتبول تيمز (الإنجليزية)
- أنطونيو ريوس على موقع Soccerway.com (الإنجليزية)
- أنطونيو ريوس على موقع AS.com (الإسبانية)